# Eddie Hopson
Pour les articles homonymes, voir Hopson.
Eddie Hopson, né le 30 juin 1971 à Saint Louis, Missouri et mort le 20 juin 2022 dans la même ville, est un boxeur américain .

## Carrière
Passé professionnel en 1989, il devient champion d'Amérique du Nord des poids super-plumes NABF en 1994 puis remporte le titre vacant de champion du monde IBF de la catégorie après sa victoire par KO au 7e round contre Moises Pedroza le 22 avril 1995. Hopson perd son titre dès le combat suivant face à Tracy Harris Patterson le 9 juillet 1995. Il met un terme à sa carrière en 1999 sur un bilan de 30 victoires et 2 défaites.